# Иван Златарев (революционер)
Вижте пояснителната страница за други личности с името Иван Златарев.
Иван (Йонче) Димитров Златарев е български революционер, деец на Вътрешна македоно-одринска революционна организация и Вътрешната македонска революционна организация.

## Биография
Златарев е роден в град Охрид. Брат е на Наум Златарев. Влиза във ВМОРО и участва в Илинденско-Преображенското въстание. След въстанието става войвода в родното си Охридско. През Първата световна война служи в Българската армия. След войната се установява в Корча, Албания, и заедно със съгражданина си Димитър Бужбов създава база на ВМРО, подпомагаща революционната дейност в Западна Македония. От 1924 до 1928 година е представител на ВМРО в Рим, Италия. Умира в Корча в 1957 година.